# NK Valpovka Valpovo
Nogometni klub Valpovka Valpovo hrvatski je nogometni klub iz Valpova. Trenutačno se natječe u 3. NL – Istok.

## Povijest
Klub je osnovan 1926. godine, a prvo ime bilo mu je ŠK Jovalija. Klub je nazvan po Jovaliji, rimskoj vojni naseobini u Valpovu.
Prvi dresovi bili su ljubičaste boje. Klub je preuzeo zelenu i crnu boju od osječkog Hajduka, kluba koji je pomagao Jovaliji. Jovalija je registrirana 30. studenog 1296. godine pri Osječkom nogometnom podsavezu. Prvu utakmicu odigrala je protiv osječkog Hajduka i pritom izgubila 4:1.
Klupske boje 1932. bile su zelena, ljubičasta i crna.
Tijekom proljeća 1945. u Valpovu je osnovano Fiskulturno društvo Slavonac. Nogometna selekcija naziva Naprijed odvojila se 14. rujna 1948. Iduće godine klubu je vraćeno izvorno ime Jovalija. Jovalija mijenja ime u Valpovka 1. prosinca 1969. Godine 1998. Valpovka i Satnica spajaju se u  NK Valpovka – Satnica. Dana 7. srpnja 2003. klub mijenja ime u NK Valpovka.
Povodom obilježavanja 80 godina postojanja tiskana je povjesnica Nogometni klub Valpovka 1926. – 2006. čiji je autor Stjepan Najman.
Dana 19. listopada 2016. odigrana je prijateljska utakmica s Osijekom prigodom 90. godišnjice kluba. Osijek je dobio sa 6:1.

## Pregled plasmana po sezonama
Jovalija je 1930. igrala u Pokrajinskom prvenstvu s klubovima Baranja Darda, BSK Beketinci, Certissa Đakovo, DMŠK Donji Miholjac, Fruškogorac Šid, Građanski Brčko, Hajduk Orašje, Proleter Đurđenovac, Silni Bilje, Sloga Donji Miholjac, Šparta Beli Manastir, Šparta Vukovar i Taninpila Đurđenovac. Jovalija je 1931. bila prvak župe. U sezoni 1935./36. natjecala se u petoj župi Osječkog nogometnog podsaveza s klubovima BŠK Belišće, Građanski Donji Miholjac, Radnički Belišće i Zanatlija Valpovo.
| Sezona    | Rang | Liga                                        | Plasman |
| --------- | ---- | ------------------------------------------- | ------- |
| 1950.     |      | Oblasna nogometna NP Osijek – Osječka grupa | 10.     |
| 1951.     |      | Oblasna nogometna NP Osijek – Osječka grupa | 11.     |
| 1952.     |      | Grupno prvenstvo NP Osijek – III. grupa     | 3.      |
| 1952./53. |      | Grupno prvenstvo NP Osijek – II. grupa      | 4.      |
| 1953./54. |      | Grupno prvenstvo NP Osijek – IV. grupa      | 2.      |
| 1954./55. |      | Grupno prvenstvo NP Osijek – II. grupa      | 3.      |
| 1955./56. |      | Grupno prvenstvo NP Osijek – III. grupa     | 1.      |
| 1956./57. | III. | Podsavezna nogometna liga NP Osijek         | 11.     |
| 1957./58. |      | Podsavezna nogometna liga NP Osijek         |         |
| 1958./59. |      | Grupno prvenstvo                            |         |
| 1959./60. |      | Grupno prvenstvo                            |         |
| 1960./61. |      | I. b razred Osječkog podsaveza              |         |
| 1961./62. | III. | Slavonska zona                              | 10.     |
| 1962./63. | III. | Slavonska zona                              | 4.      |
| 1963./64. | III. | Slavonska zona                              | 3.      |
| 1964./65. | III. | Slavonska zona                              | 5.      |
| 1965./66. | III. | Slavonska zona                              | 5.      |
| 1966./67. | III. | Slavonska zona                              | 6.      |
| 1967./68. | III. | Slavonska zona                              | 2.      |
| 1968./69. | III. | Slavonska zona                              | 3.      |
| 1969./70. | III. | Slavonska zona                              | 1.      |
| 1970./71. | III. | Slavonska zona                              | 2.      |
| 1971./72. | III. | Slavonska zona – Podravska skupina          | 3.      |
| 1972./73. | III. | Slavonska zona – Podravska skupina          | 2.      |
| 1973./74. | IV.  | Slavonska zona – Podravska skupina          | 3.      |
| 1974./75. | IV.  | Slavonska zona – Podravska skupina          | 1.      |
| 1975./76. | III. | Hrvatska liga – Sjever                      | 4.      |
| 1976./77. | III. | Hrvatska liga – Sjever                      | 12.     |
| 1977./78. | IV.  | Slavonska zona – Podravska skupina          | 1.      |
| 1978./79. | III. | Hrvatska liga – Sjever                      | 5.      |
| 1979./80. | III. | Hrvatska nogometna liga                     | 11.     |
| 1980./81. | III. | Hrvatska nogometna liga                     | 7.      |
| 1981./82. | III. | Hrvatska nogometna liga                     | 15.     |
| 1982./83. | IV.  | Regionalna liga Slavonije i Baranje         | 8.      |
| 1983./84. | III. | Hrvatska liga – Istok                       | 8.      |
| 1984./85. | III. | Hrvatska liga – Istok                       | 6.      |
| 1985./86. | III. | Hrvatska liga – Istok                       | 13.     |
| 1986./87. | III. | Hrvatska liga – Istok                       | 8.      |
| 1987./88. | IV.  | II. hrvatska liga – Istok                   | 7.      |
| 1988./89. | IV.  | II. hrvatska liga – Istok                   | 11.     |
| 1989./90. | IV.  | Hrvatska liga – Istok                       | 12.     |
| 1990./91. | IV.  | Hrvatska liga – Istok                       | 6.      |
| 1992./93. | III. | 3. HNL – Istok                              | 2.      |
| 1993./94. | III. | 3. HNL – Istok                              | 3.      |
| 1994./95. | II.  | 2. HNL – Sjever                             | 16.     |
| 1995./96. |      | Međužupanijska liga – Istok                 | 11.     |
| 1996./97. |      | Međužupanijska liga – Istok                 | 2.      |
| 1997./98. | III. | 3. HNL – Istok – Osijek – Vinkovci          | 5.      |
| 1998./99. | III. | 3. HNL – Istok                              | 9.      |
| 1999./00. | III. | 3. HNL – Istok                              | 4.      |
| 2000./01. | III. | 3. HNL – Istok                              | 2.      |
| 2001./02. | II.  | 2. HNL – Sjever-Istok                       | 3.      |
| 2002./03. | II.  | 2. HNL – Sjever-Istok                       | 8.      |
| 2003./04. | II.  | 2. HNL – Sjever                             | 11.     |
| 2004./05. | II.  | 2. HNL – Sjever                             | 12.     |
| 2005./06. | III. | 3. HNL – Istok                              | 14.     |
| 2006./07. | IV.  | 4. HNL – Istok                              | 4.      |
| 2007./08. | IV.  | 4. HNL – Istok                              | 4.      |
| 2008./09. | IV.  | 4. HNL – Istok                              | 10.     |
| 2009./10. | IV.  | 4. HNL – Istok                              | 8.      |
| 2010./11. | IV.  | 4. HNL – Istok                              | 14.     |
| 2011./12. | IV.  | MŽNL Osijek – Vinkovci                      | 14.     |
| 2012./13. | IV.  | MŽNL Osijek – Vinkovci                      | 9.      |
| 2013./14. | IV.  | MŽNL Osijek – Vinkovci                      | 13.     |
| 2014./15. | V.   | MŽNL Osijek – Vinkovci                      | 8.      |
| 2015./16. | V.   | 1. ŽNL Osječko-baranjska                    | 6.      |
| 2016./17. | V.   | 1. ŽNL Osječko-baranjska                    | 8.      |
| 2017./18. | V.   | 1. ŽNL Osječko-baranjska                    | 2.      |
| 2018./19. | V.   | 1. ŽNL Osječko-baranjska                    | 2.      |
| 2019./20. | IV.  | MŽNL Osijek – Vinkovci                      | 1.      |
| 2020./21. | III. | 3. HNL – Istok                              | 18.     |
| 2021./22. | IV.  | MŽNL Osijek – Vinkovci                      | 1.      |
| 2022./23. | IV.  | 3. NL – Istok                               | 13.     |
| 2023./24. | IV.  | 3. NL – Istok                               | 11.     |
| 2024./25. | IV.  | 3. NL – Istok                               |         |

## Stadion
Klupsko prvotno igralište nalazilo se na sajmištu kod ciglane. Gradnja trenutnog igrališta započeta je 5. rujna 1945. Gradnja još jednog nogometnog igrališta oko kojeg su atletska staza, rukometno i odbojkaško igralište započeto je 1960. Svečano je otvoreno 22. svibnja 1960. Na otvorenje su došli zagrebačka Trešnjevka i novosadska Vojvodina.

## Vanjska poveznica
- Službena web-stranica
- Povijest
- Profil, HNS Semafor